# Carl Wilhelm Taube
Carl Wilhelm Taube (af Odenkat) (24. august 1767 – 25. september 1838 i Stockholm) var en en svensk friherre, diplomat og kammerherre.
Han var søn af oberst Carl Taube af Odenkat (1727-1782) og Margaretha Charlotta Bergensköld (1742-1813). Taube blev underofficer ved Livgardet 1775, fænrik 1782, løjtnant 1790 og slutteligt kaptajn 1796 og fik afsked fra krigstjenesten 1802. Han var legationssekretær i København i årene 1799-1810. 1799 blev han Ridder af Sværdordenen. 1809 blev han kammerherre med nøgle. 1810 blev han svensk minister-plenipotentiaire i Berlin, hvilket han var til 1820, hvor han fik afsked. 1814 blev han Kommandør af Nordstjerneordenen.
Han var gift tre gange:
1. 1801 med Anna Thomasina Mossencrone (død 1808)
2. 1810 med Louise Mossencrone (død 23. juni 1819), den foregåendes søster
3. 1818 med Henriette Christine Krieger (12. november 1804 - 1884), datter af kontreadmiral Johan Cornelius Krieger.

Han døde barnløs og er begravet på Nya kyrkogården i Stockholm